# Thyborøn
Thyborøn este un sat pescăresc localizat în partea de vest a Danemarcei, în peninsula Iutlanda, pe malul Mării Nordului, în regiunea Midtjylland. Aparține administrativ de comuna Lemvig. Are o populație de 2.241 locuitori. Localitatea este cunoscută pentru mulțimea de epave care se găsesc în apropierea sa, prntre care și cea a fregatei rusești Alexandr Nevski, eșuată pe 25 septembrie 1868.